# Eline Berings
Eline Berings (Gent, 28 mei 1986) is een Belgische voormalige hordeloopster. Ze is op dit onderdeel zeventienvoudig Belgisch kampioene (twaalfmaal indoor en vijfmaal outdoor), in het bezit van het nationale record op de 60 m horden en veroverde in 2009 op ditzelfde onderdeel de Europese indoortitel. Zij nam eenmaal deel aan de Olympische Spelen.

## Biografie

### Familie
Eline Berings heeft één jongere zus en een grote familie. Ze studeerde psychologie aan de universiteit Gent.

### Scouts
Reeds als kleuter was Eline Berings zeer actief. 'Lichamelijke opvoeding was altijd mijn favoriete vak. Dikwijls bleef ik tot vijf of zes uur 's avonds in de studie, en dan ging ik met de jongens ravotten, springen, in de zandbak spelen en wat nog allemaal. Mijn schoolresultaten? Die waren altijd goed.' Vanaf haar tiende jaar was ze lid van de scouts, een jaar of vier-vijf. 'Ravotten, altijd buiten spelen, kampen bouwen, tentenkampen opzetten... ideaal voor mij, een fantastische tijd. Op een gegeven moment begon ik in de atletiek aan wedstrijden mee te doen en was de combinatie niet meer haalbaar.'

### Andere sporten
'Een jaar of vier heb ik aan judo gedaan, zelfs toen ik al aan atletiek deed. Hoe gaat dat, een vriendje of vriendinnetje trekt je mee. Ik deed het graag, maar het was mijn sport niet. Voetbal! Dat speelde ik thuis en op school, met de jongens. Ik was echt wel goed hoor. Ik ben lid geworden van een vrouwenvoetbalploeg, als twaalfjarige. Maar de andere speelsters waren vier of vijf jaar ouder. Ooit stond ik op een foto in een voetbalpakje met broek en bloes die veel te groot waren. Eén maand ben ik bij de club gebleven: het was niet meer plezant wegens het leeftijdsverschil. Maar dat balgevoel heb ik nu nog altijd: als er ergens een bal ligt, begin ik ertegen te shotten.'

### Atletiek: het begin
Tijdens een scholencross werd Eline Berings door een club overgehaald om een test te doen. 'Ik weet nog dat ik moest springen. En je kreeg een diploma. Ik vond het superleuk en ben blijven plakken. Van alle disciplines heb ik geproefd, ook de meerkamp. Trainer Gilbert Van Hamme was mijn eerste echte trainer, van bij de cadetten tot zowat 2006. Een heel rustige man die wist waarmee hij bezig was en die me bij de horden gebracht heeft: een zeer belangrijke stap. Heel verstandige man ook: als ik soms vroeg om meer te mogen trainen zei hij dat de tijd er nog niet rijp voor was. Pas de laatste twee jaar bij hem ben ik ook beginnen te poweren (krachtoefeningen), maar dan nog heel licht, geen zware belasting.'

### Doorbraak
Berings' doorbraak kwam er in 2005, toen ze goud behaalde op de Europese kampioenschappen voor junioren in Kaunas op de 100 m horden. In 2006 was ze een ervaring rijker, de Europese kampioenschappen te Göteborg, waar ze in de reeksen sneuvelde.
In 2007 behaalde Berings meteen een goed niveau door op de Belgische indoorkampioenschappen met een tijd van 8,07 s het Belgisch record op de 60 m horden te breken. Daarmee plaatste ze zich voor de Europese indoorkampioenschappen in Birmingham. Daar presteerde ze zeer goed, ze bereikte de finale met een evenaring van haar gloednieuwe Belgisch record! In die finale werd ze achtste en laatste. Ze struikelde bijna over haar tweede horde, maar kon de race toch voortzetten.

### Door de 13 secondengrens
Dat zij haar eerder bereikte niveau ook in het buitenseizoen wist vast te houden, bewees Eline Berings vervolgens door na een serie goede wedstrijden op 7 juli voor het eerst in haar carrière op de 100 m horden de 13 secondengrens te doorbreken: tijdens de Flanders Cup in Oordegem liet ze 12,99 noteren. Een bemoedigende prestatie, waarmee zij enkele dagen later met vertrouwen kon afreizen naar het Hongaarse Debrecen voor de Europese kampioenschappen voor neo-senioren, het weekend erop. Daar lukte het haar om op de 100 m horden, na winst in haar reeks en een derde plaats in de halve finale, de finale te bereiken, waarin zij uiteindelijk als vierde eindigde.
Terug in eigen land prolongeerde zij in Brussel haar nationale hordentitel, waarna de grootste uitdaging in haar loopbaan tot dan toe, de wereldkampioenschappen in Osaka, voor de deur stond. Daar werd Eline Berings op de 100 m horden vijfde in haar serie. Uitgeschakeld weliswaar, maar met een persoonlijk en Belgisch record van 12,97 had zij in elk geval aan de verwachtingen voldaan.

### Na WK outdoor ook WK indoor
Het jaar erna liet Eline Berings al rap blijken, dat wat haar betreft de deelname aan de WK in Osaka in 2007 geen opzichzelfstaande gebeurtenis was geweest. Tijdens de Guglindoor meeting in het Oostenrijkse Linz stelde de hordenspecialiste uit Sint-Amandsberg haar deelname aan de wereldindoorkampioenschappen in het Spaanse Valencia zeker door 8,17 te laten noteren, binnen de limiet voor uitzending. Enkele weken later werd zij voor de derde achtereenvolgende maal op de 60 m Belgisch indoorkampioene, slechts drie honderdste seconde boven haar eigen nationale record.
In Valencia deed ze het vervolgens zeer goed. In haar serie 60 m horden liep Berings in het kielzog van wereldrecordhoudster Susanna Kallur naar 8,05, waarmee ze al direct haar record uit 2007 verbeterde. Vervolgens realiseerde zij in haar halve finale een tijd van 8,10. Het bleek de tiende tijd, één plaatsje tekort voor de finale. Maar in de toekomst ligt voor de Belgische recordhoudster een plek bij de top acht binnen handbereik. Eline Berings slaagde er niet in om zich te kwalificeren voor de Olympische Spelen in Peking. Veel eer viel er hierdoor in het zomerseizoen van 2008 voor haar verder niet te behalen.

### Onder de 8 seconden en Europees kampioene

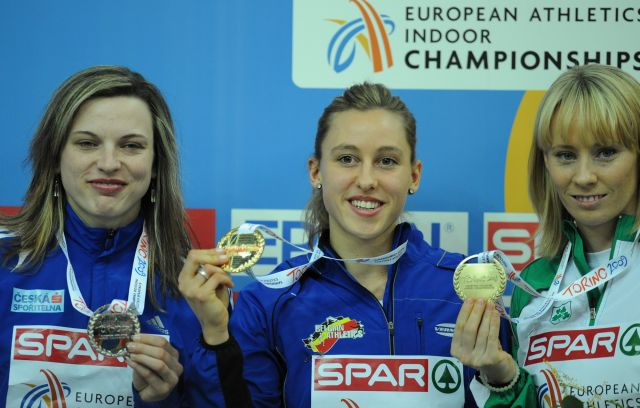
Eline Berings (midden) na het behalen van goud op het EK indoor 2009 in Turijn.

Aan het begin van 2009 werd al snel duidelijk, dat Eline Berings goed had overwinterd. Bij de Vlaamse kampioenschappen op 25 januari in Gent snelde ze op de 60 m horden in de finale naar een tijd van 8,09, slechts vier honderdste seconde boven haar nationale record van Valencia. Het leverde haar in één klap het ticket op voor de Europese indoorkampioenschappen in Turijn, van 6 tot 8 maart. Het was een pak van haar hart: "Het was lang geleden dat ik nog zo zenuwachtig was voor een wedstrijd. Zo graag wou ik immers m'n topconditie laten zien. Maar zodra ik in de startblokken plaatsnam, veranderde die stress in positieve energie."
Vervolgens verliep eigenlijk alles als van een leien dakje. Een kleine maand later dook zij tijdens de Belgische indoorkampioenschappen met 7,99 voor het eerst onder de 8 secondengrens, waarna ze zich nog in diezelfde week op de Meeting of World Record Holders in Praag met 7,97 verder verbeterde. Ze stond nu tweede op de Europese ranglijst, die met 7,95 werd aangevoerd door de Spaanse Josephine Onyia.
Eenmaal in Turijn aangekomen liet Eline Berings er geen misverstand over bestaan wie ze het goud op de 60 m horden had toebedacht. Via een serie-verwinning in 8,00, gevolgd door een tweede plaats in haar halve finale in 8,01 achter de Britse Sara Claxton, die met 7,96 een nieuw Brits record liep, blies ze in de finale met 7,92 iedereen van de baan. Voor de derde maal in twee weken verbeterde zij haar eigen Belgische record.
Tijdens het outdoorseizoen trok Berings de goede lijn die aan het begin van 2009 was ingezet door, wat uitmondde in een klinkende overwinning op haar specialiteit tijdens de Belgische kampioenschappen in Oordegem. Na een felle strijd met de kampioene van 2008, Elisabeth Davin, won zij in 12,97, de snelste tijd ooit op een Belgisch kampioenschap gelopen. Een tijd ook die perspectief biedt op een goed resultaat tijdens de wereldkampioenschappen in Berlijn, medio augustus.
Begin 2010 werd Eline Berings vanwege haar prestaties in 2009 onderscheiden met de Gouden Spike. Op de Olympische Zomerspelen 2012 in Londen nam ze deel aan de 100 m horden. Met een tijd van 13,46 was ze tweede in haar serie en plaatste ze zich voor de halve finale. In de halve finale liep ze 13,26 maar dit was niet voldoende om een plek in de finale af te dwingen.

### Haar clubs en trainers
Eline Berings woont in Sint-Amandsberg en is aangesloten bij atletiekvereniging AC Waasland (ACW), de club van trainer Patrick Himschoot, die haar sinds 2007 onder zijn hoede had. Voordien was ze lid van Standaard Ajax Gent (STAX), waar ze opgeleid werd door Gilbert Van Hamme. Vanaf eind 2008 werd ze getraind door Wim Vandeven, trainer en tevens levenspartner van Tia Hellebaut. Met hem bereikte ze haar grootste successen. Aan deze samenwerking kwam na een tegenvallend seizoen in september 2010 een einde. Sindsdien trainde ze bij Lieve Van Mechelen, de levenspartner van Kristof Beyens. In 2013 verhuisde ze naar Olse Merksem en in 2015 stapte ze over naar Racing Club Gent Atletiek, waar ze trainde bij Philip Gilson.

### Einde atletiekloopbaan
Begin september 2021 maakte Berings bekend, dat zij haar atletiekloopbaan beëindigde. Het missen van een ticket voor deelname aan de Olympische Spelen van 2020 in Tokio speelde daarbij een belangrijke rol.

### Televisiecommentator
Vanaf de wereldkampioenschappen atletiek 2023 werkt Berings als atletiekcommentator voor de televisie-uitzendingen van Sporza.

## Kampioenschappen

### Internationale kampioenschappen
| Onderdeel    | Titel                       | Jaar |
| ------------ | --------------------------- | ---- |
| 60 m horden  | Europees indoorkampioene    | 2009 |
| 100 m horden | Europees kampioene junioren | 2005 |

### Belgische kampioenschappen
Outdoor
| Onderdeel    | Jaar                         |
| ------------ | ---------------------------- |
| 100 m horden | 2006, 2007, 2009, 2014, 2018 |

Indoor
| Onderdeel   | Jaar                                                                  |
| ----------- | --------------------------------------------------------------------- |
| 60 m        | 2012, 2015                                                            |
| 60 m horden | 2004, 2006, 2007, 2008, 2009, 2010 2012, 2015, 2016, 2018, 2019, 2020 |

## Persoonlijke records
Outdoor
| Onderdeel    | Prestatie | Wind     | Datum        | Plaats             |
| ------------ | --------- | -------- | ------------ | ------------------ |
| 100 m        | 11,77 s   | +0,8 m/s | 17 mei 2007  | Sint-Niklaas       |
| 100 m horden | 12,72 s   | +0,6 m/s | 18 juli 2018 | Naimette-Xhovémont |

Indoor
| Onderdeel   | Prestatie   | Datum            | Plaats |
| ----------- | ----------- | ---------------- | ------ |
| 60 m        | 7,37 s      | 21 februari 2010 | Gent   |
| 50 m horden | 7,06 s      | 3 maart 2006     | Liévin |
| 60 m horden | 7,92 s (NR) | 6 maart 2009     | Turijn |

## Palmares

### 60 m
- 2010:  BK indoor AC - 7,39 s
- 2012:  BK indoor AC - 7,49 s
- 2015:  BK indoor AC - 7,41 s

### 60 m horden
- 2004:  BK indoor AC - 8,49 s
- 2006:  BK indoor AC - 8,17 s
- 2007:  BK indoor AC - 8,07 s (ex-NR)
- 2007: 8e EK indoor - 8,56 s
- 2008:  BK indoor AC - 8,10 s
- 2008: 6e ½ fin. WK indoor - 8,10 s (8,05 s in reeks = NR)
- 2009:  BK indoor AC - 7,99 s (NR)
- 2009:  EK indoor - 7,92 s (NR)
- 2010:  BK indoor AC - 8,10 s
- 2010: 5e ½ fin. WK indoor - 8,05 s
- 2012:  BK indoor AC - 8,11 s
- 2012: 5e WK indoor - 8,08 s (in ½ fin. 8,03 s)
- 2013:  BK indoor AC - 8,07 s
- 2013: 6e EK indoor - 8,08 s (in ½ fin. 7,98 s)
- 2014: 6e ½ fin. WK indoor - 8,07 s (in serie 7,95 s)
- 2015:  BK indoor AC - 7,95 s
- 2016:  BK indoor AC - 8,19 s
- 2018:  BK indoor AC - 8,10 s
- 2019:  BK indoor AC - 8,06 s
- 2020:  BK indoor AC - 8,10 s
- 2021:  BK indoor AC - 8,12 s
- 2021: DNS in ½ fin. EK indoor in Toruń (8,19 s in reeks)

### 100 m horden
- 2003: 7e, WK scholieren in Sherbrooke - 13,94 s
- 2003: DNF EYOF in Parijs
- 2004: 6e ½ fin., WK junioren in Grosseto - 13,92 s
- 2005:  EK junioren in Kaunas - 13,41 s
- 2006:  BK AC - 13,33 s
- 2006: 6e reeks, EK - 13,42 s
- 2006:  Europacup A in Praag - 13,34 s
- 2007: 4e EK U23 in Debrecen - 13,12 s
- 2007:  BK AC - 13,15 s
- 2007: 6e Universiade in Bangkok - 13,17 s
- 2007: 5e reeks, WK - 12,97 s (NR)
- 2008:  BK AC - 13,30 s
- 2009: 4e FBK Games - 12,94 s (NR)
- 2009:  BK AC - 12,97 s
- 2009: 6e ½ fin., WK - 12,94s (NR)
- 2010:  BK AC - 13,25 s
- 2010: 4e reeks EK - 13,27 s
- 2012:  BK AC - 12,95 s
- 2012: 4e ½ fin. EK - 13,17 s (in serie 13,09 s)
- 2012: 7e ½ fin. OS - 13,26 s
- 2013:  BK AC - 13,28 s
- 2014: 5e FBK Games - 13,01 s
- 2014:  BK AC - 12,87 s
- 2014: 8e EK - 13,24 s (in ½ fin. 12,95 s)
- 2017:  BK AC - 13,32 s
- 2018:  BK AC - 12,98 s
- 2018: 4e in ½ fin. EK - 12,94 s
- 2019:  BK AC - 13,38 s
- 2021:  BK AC - 13,26 s

### 4 x 100 m estafette
- 2003: 7e EYOF in Parijs - 47,88 s
- 2007: 4e reeks EK U23 in Debrecen - 44,99 s

## Onderscheidingen
- 2009: Gouden spike